# Sơn Linh
Sơn Linh là một xã thuộc huyện Sơn Hà, tỉnh Quảng Ngãi, Việt Nam.
Xã Sơn Linh có diện tích 82,47 km², dân số năm 1999 là 3739 người, mật độ dân số đạt 45 người/km².